# Pułk Lekkiej Jazdy pod im. Humańskiej

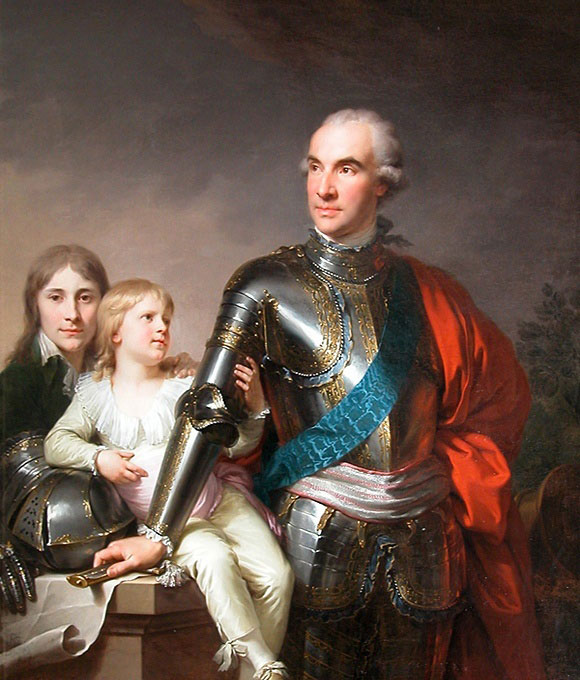
Stanisław Szczęsny Potocki, szef pułku

Pułk Lekkiej Jazdy pod im. Humańskiej (t. Pułk Humański Lekkiej Jazdy) – polski pułk jazdy (ułanów).

## Formowanie i zmiany organizacyjne
Utworzony w czerwcu 1792 przez konfederację targowicką z prywatnych oddziałów Szczęsnego Potockiego. Liczył 785 żołnierzy.
Szefem oddziału był gen. art. Stanisław Szczęsny Potocki, natomiast dowódcą ppłk Klemens Leszczyński.
6 maja 1793 Pułk Lekkiej Jazdy pod im. Humańskiej został wcielony do wojska rosyjskiego pod nazwą pułku winnickiego.

## Stanowiska
- Tulczyn, Brzostowica (marzec 1793).